# Хуан-Антонио Флеча
Хуан-Антонио Флеча (на испански: Juan Antonio Flecha Giannoni) е аржентински професионален колоездач.
Роден е в Хунин, провинция Буенос Айрес, Аржентина през 1977 г. Когато е четиригодишен баща му загива в автомобилна катастрофа. Флеча се мести в Испания заедно с майка си и живее в Ситжес, близо до Барселона.
Първа победа в етап постига на Тур дьо Франс през 2003 г. като състезател на испанския колоездачен тим iBanesto.com. Приключва състезателната си кариера през 2013 г.
Експерт е на „Евроспорт“, като прави анализи преди и след етапите от колоездачните обиколки на Италия, Франция и Испания

## Кариера
- 2000 – 2001 г.: Relax-Fuenlabrada
- 2002 – 2003 г.: iBanesto.com
- 2004 – 2005 г.: Fassa Bortolo
- 2006 – 2009 г.: Rabobank
- 2010 – 2012 г.: Team Sky
- 2013 г.: Vacansoleil–DCM